# 博多哲也
博多 哲也（はかた てつや）は、日本のイラストレーター。神奈川県出身。地デジカの創作者。
映像制作会社でイラストレーター/アニメーターとして勤務し、書籍のイラストやTV番組内のアニメーションなどを制作。現在は、イラスト・キャラクター・アニメ・絵本などを制作しています。